# Golem (1979)
Golem ist ein polnischer Spielfilm mit Elementen des expressionistischen Horrors von 1979 unter der Regie von Piotr Szulkin. Das Drehbuch des Films wurde von jüdischen mittelalterlichen Legenden und Gustav Meyrinks Roman „Golem“ inspiriert. Basierend auf dem Film schrieb Szulkin 1984 eine Kurzgeschichte mit dem Titel „Der Golem“.

## Handlung
Die Handlung des Films spielt in einer durch einen Atomkrieg zerstörten Welt. Die Hauptfigur Pernat ist ein bescheidener Graveur, der Buchumschläge herstellt. In den ersten Szenen des Films wird er von einem Ermittler in (möglicherweise) einem Gefängnis verhört. Es stellt sich heraus, dass der aktuelle Pernat-Graveur tatsächlich eine exakte Kopie des echten Pernat ist, der unter mysteriösen Umständen starb. Und gerade wegen des Todes des echten Pernat wird die Pernat-Kopie zum Verhör ins Gefängnis gerufen. In der Gefängnisgarderobe stellt sich heraus, dass Pernats Mantel gestohlen wurde und Pernat selbst den Mantel eines anderen nehmen muss. Nach Hause kommend wird er von einem Studenten angesprochen, der ein junger Revolutionär ist und gegen die geltenden Regeln zu sein scheint (z. B. die Wiederholung des Satzes „Ärzte töten Menschen“). Der Student behauptet, Pernats Mantel sei eigentlich seine Kleidung … Am Ende des Treffens fordert er Pernat auf, wegen des unbekannten „Verbrechers“ auf sich selbst aufzupassen. Als Pernat fragt, was der „Verbrecher“ getan habe, antwortet der Student, dass „er Kinder gemacht hat“. Nach seiner Rückkehr graviert Pernat den Umschlag eines Buches. Dieses Cover ist ein Tarot-Henker.
Während er in einem Mietshaus lebt, trifft Pernat auf den Administrator Holtrum. Er ist eine unhöfliche, wütende und unangenehme Person. Außerdem lernt er einen psychisch kranken Büchersammler kennen, in dessen Tochter Pernat sich vermutlich verliebt.
Holtrum ist besessen davon, einen „perfekten Mann“ zu erschaffen.
An einem Punkt rebelliert Pernat-Kopie gegen seine Kontrolleure. Er will irgendwohin, in eine bessere Welt, und versucht zunächst, Miriam, die Tochter eines Büchersammlers, zur Flucht zu überreden.
Letztlich entkommt er jedoch nicht, sondern wird wegen des mysteriösen Mordes an Holtrum festgenommen. Es scheint jedoch, dass es der Student war, der Holtrum getötet hat.
In der Schlussszene des Films spricht Pernat als begeisterter Politiker von der Tribüne aus in einer Fernsehansprache. Er behauptet, dass alle Nachrichten über das Kopieren von Menschen „offensichtlicher Müll“ seien.

## Kritik
Ruben Sánchez wertete: „Golem ist kurz gesagt ein komplexer Film, der sowohl wörtlich als auch metaphorisch nicht sehr zugänglich ist, dessen Regisseur Piotr Szulkin sich jedoch im Bereich der Science-Fiction auskennt und offensichtliche Erinnerungen und Einflüsse von sowjetischen Meistern aufweist. wie Tarkovsky, aus dessen langem Schatten er sich zu keiner Zeit lösen kann und will. Eine ganze Erfahrung für diejenigen, die eine andere Herausforderung suchen, obwohl mehr als eine Person daran ersticken kann.“
Bei mubi.com stand: „Eines der stärksten Albtraumszenarien in Szulkins Film ist, dass ein faschistischer Staat, der mit Spitzentechnologien ausgestattet und von einem rücksichtslosen Instrumentalismus motiviert ist, es irgendwie geschafft hat, seine Gerichtsbarkeit über die Körper seiner Untertanen hinaus auszudehnen und stattdessen Anspruch auf die Ganzer Mensch, Körper, Geist und Seele. Hier schneidet Szulkin sehr tief.“

## Auszeichnungen
1980: Preis beim 7. Polnischen Filmfestival in Danzig für das Regiedebüt von Piotr Szulkin
1980: Preis der Baskischen Fotografischen Gesellschaft beim Internationalen Filmfestival San Sebastián 1980 für den Kameramann Zygmunt Samosiuk.
1981: Grand Prix „Monolit“ des Internationalen Fantastischen Filmfestivals von Madrid für Piotr Szulkin
1981: Preis beim Madrid International Fantastic Film Festival für das Drehbuch von Piotr Szulkin und Tadeusz Sobolewski
1981: FIPRESCI-Auszeichnung beim Madrid International Fantastic Film Festival für Piotr Szulkin
1981 – Schauspielpreis „Silver Asteroid“ des Trieste International Fantasy Film Festival für Krystyna Janda.